# غرانت باري
غرانت باري (بالإنجليزية: Grant Barry)‏ هو عازف مترددة ‏ أمريكي، ولد في 3 فبراير 1977.

## وصلات خارجية
- غرانت باري على موقع ميوزك برينز (الإنجليزية)
- غرانت باري على موقع أول ميوزيك (الإنجليزية)
- غرانت باري على موقع ديسكوغز (الإنجليزية)